# Blanche Donadio
Blanche Donadio (Bordeus, vers el 1841) fou una cantant francesa.
Fou alumna de Maurice Strakosch, i fou a Espanya on assolí els millors èxits, el va fer que hom la prengués per espanyola. Es distingí en les òperes de Rossini i Bellini i el 1891, restant encara en plenitud dels seu talent, es retirà del teatre per a ingressar en el convent del Sagrat Cor de Jesús, de Bolonya.